# Abe Tadaaki

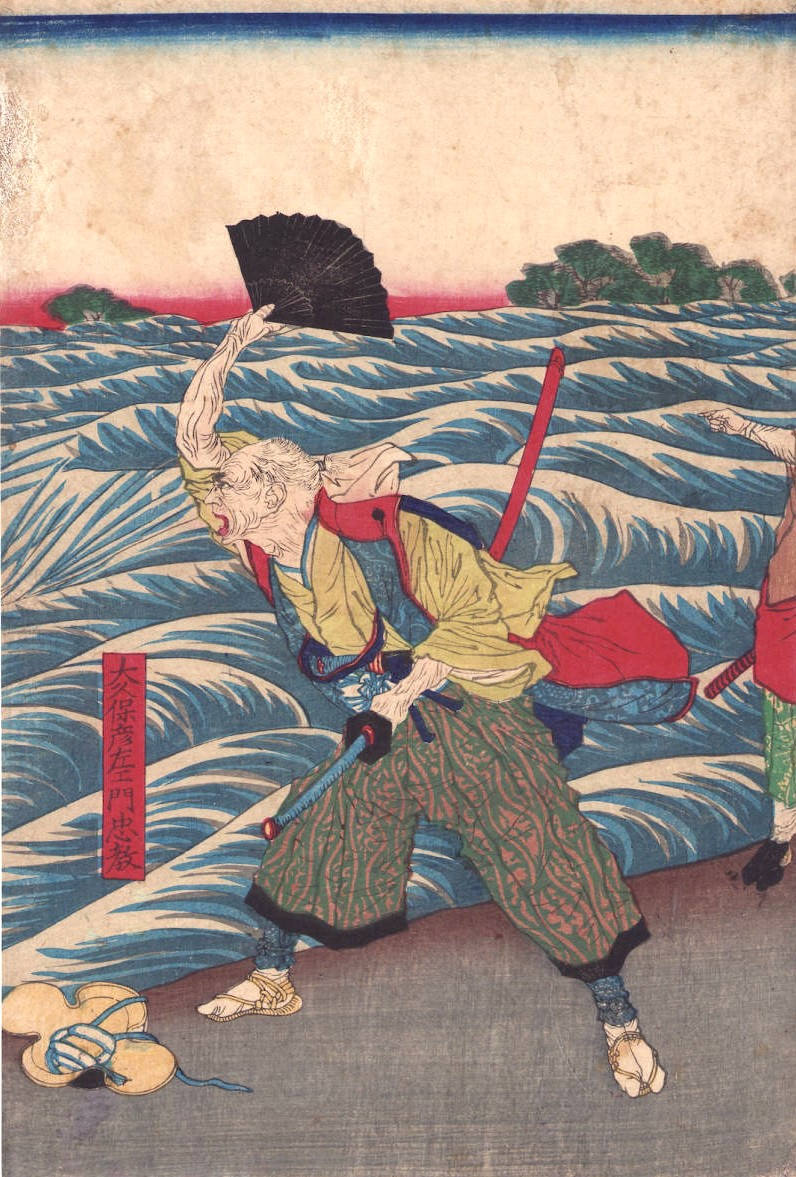
Abe Tadaaki am Meer

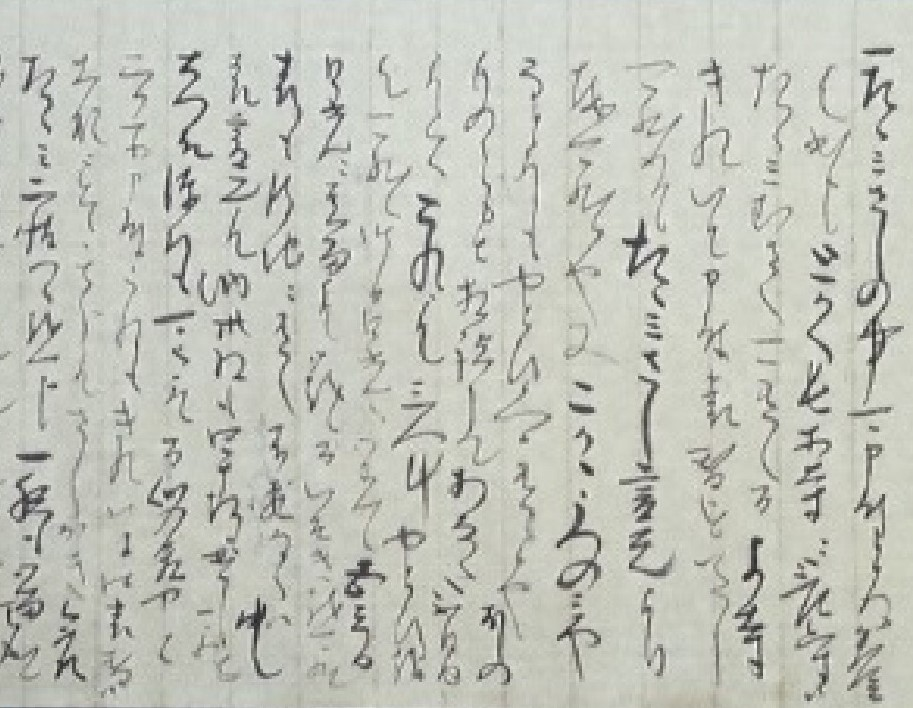
Abe Tadaaki Textbeispiel, Weltkulturerbe

Abe Tadaaki (japanisch 阿部 忠秋; geboren 4. September 1602 in Edo; gestorben 25. Juni 1675) war ein japanischer Staatsmann der frühen Edo-Zeit.

## Leben und Wirken
Abe Tadaaki war der älteste Sohn des Hatamoto Abe Tadayoshi (阿部 忠吉; 1570–1624). Seine Mutter war eine Tochter von Matsudaira Yasutaka (松平 康高). Schon in jungen Jahren diente er Tokugawa Iemitsu, führte die Koshō-kumi (小姓組) und bewährte sich mit anderen Aufgaben. 1626 erhielt er ein Einkommen von 10.000 Koku, 1629 dann 15.000 Koku. 1633 wurde er, zusammen mit Matsudaira Nobutsuna (1596–1662), dessen Vetter Abe Shigetsugu (阿部 重次) und anderen zur „Sechsergruppe“ (六人衆, Rokunin-shū) innerhalb der Shogunats-Verwaltung benannt. Er drängte alte Männer wie Doi Toshikatsu (1573–1644), die zu Tokugawa Hidetadas Zeiten wichtig waren, schrittweise zurück und bemühte sich um die Etablierung einer gut funktionierenden  Iemitsu-Verwaltung. So wurde er zu  zentralen Figur der Shogunats-Regierung und wurde im selben Jahr dem Rōjū gleichgestellt.
1633 wurde Abe Chef des Mibu-Han (壬生藩) mit einem Einkommen von 25.000 Koku. Im Oktober übernahm er die Rōjū-Position. Im Jahr 1639 wurde sein Gehalt auf 50.000 Koku erhöht. Um diese Zeit erhielt er die Burg Edo-Shinobu (江戸周辺の城). Als Rōjū der Iemitsu-Regierung errichtete er ein System, das das Shogunat sowohl politisch als auch militärisch stärkte. 1647 wurde sein Einkommen auf 60.000 Koku erhöht.
Als Iemitsu im folgenden Jahr starb, folgte der junge Shogun Ietsuna. Matsudaira Nobutsuna, Sakai Tadakiyo (1624–1681) und andere Fudai-Daimyō traten in die Shogunats-Regierung ein, und so änderte sich die Staatsführung im Vergleich zur Iemitsu-Zeit allmählich. Als Matsudaira Nobutsuna 1662 starb, wurde es allerdings einsam um Abe. Im Folgejahr erhielt Abe 80.000 Koku, 1665 wurde er allerdings wegen Krankheit von der Arbeit freigestellt. 1666 schied er dann. Im Jahr 1671 übergab er die Leitung der Familie an seinen Adoptivsohn. Wie er in seinem Testament festlegte, wurde er nach seinem Tod neben dem Iemitsu-Mausoleum in Nikkō bestattet.
Abe war eine um menschliche Staatsführung bemühte Persönlichkeit. Das zeigte sich z. B. bei den Maßnahmen während des „Keian-Aufstandes“ und bei der Behandlung von Gefangenen. Er wird oft dem talentierten Matsudaira Nobutsuna gleichgestellt.